# Donk Gouda
El Donk Gouda o GZC Donk es un club holandés de natación y waterpolo con sede en la ciudad de Gouda.

## Palmarés
- 6 veces campeón de la Liga de los Países Bajos de waterpolo masculino

(1923, 1954, 1957, 2008, 2009, 2010)
- 3 veces campeón de la Copa KNZB de waterpolo masculino

(2008, 2009, 2010)
- 9 veces campeón de la Liga de los Países Bajos de waterpolo femenino

(1985, 1987, 1988, 1990, 1992, 1998, 1999, 2005, 2011)
- 11 veces campeón de la Copa KNZB de waterpolo femenino

(1988, 1989, 1990, 1991, 1992, 1994, 1998, 2000, 2001, 2005, 2011)
- 1 vez campeón de la Copa ManMeer!

(2002)
- 3 veces campeón de la copa de Europa de waterpolo femenino

(1988, 1989 y 1991)